# Хедгевар, Кешав Балирам
Кешав Балирам Хедгевар известный также, как  Докторджи (хинди केशव बलिराम हेडगेवार;
1 апреля 1889, Нагпур, Британская Индия – 21 июня 1940, там же) – индийский медик, врач, общественно-политический деятель Индии, основатель Раштрия сваямсевак сангх, идеолог индусского коммунализма.

## Биография
Выходец из семьи маратхских брахманов. Изучал врачебное дело в медицинском колледже Калькутты.
Был членом Индийского национального конгресса (ИНК). После Восстания мусульман мопла против индусов на Малабаре в 1921–1922 годах занял резко антимусульманские позиции.
В 1925 году в г. Нагпур (Махараштра) основал индусскую общественную организацию Раштрия сваямсевак сангх (Союз добровольных слуг родины), правую военизированную националистическую организацию, крупнейшую некоммунистическую организацию в мире, которая со временем включала сотни тысяч подготовленных людей, готовых в т. ч. и на насилие ради «защиты индусской нации».
Целью её было противостояние британскому колониализму и исламскому сепаратизму в Индии. Руководил Раштрия сваямсевак сангх с 1925 по 1940 год.
Почитается как «отец-основатель»,  лидер правящей в 1998–2004 и с 2014 г. в Индии партии Бхаратия джаната парти.